# Plegmapteroides minutus
Plegmapteroides minutus är en insektsart som beskrevs av Vitaly Michailovitsh Dirsh 1959. Plegmapteroides minutus ingår i släktet Plegmapteroides och familjen gräshoppor. Inga underarter finns listade i Catalogue of Life.